# Unione Sportiva Città di Palermo 2008-2009
Questa voce raccoglie le informazioni riguardanti l'Unione Sportiva Città di Palermo nelle competizioni ufficiali della stagione 2008-2009.

## Stagione[2]
Il ritiro di questa stagione è stato fatto a Bad Kleinkirchheim (in Austria) e Stefano Colantuono viene riconfermato come allenatore.
Dopo il mercato e la rivoluzione societaria estiva, con Walter Sabatini che prende il posto di Rino Foschi come direttore sportivo, la palla passa al campo: all'esordio stagionale, il 23 agosto, la squadra viene eliminata al Terzo turno di Coppa Italia per mano del Ravenna, compagine appena retrocessa in Lega Pro Prima Divisione (l'ex Serie C1), che si impone al Barbera con il risultato di 2-1 togliendo subito alla squadra rosanero il primo obiettivo stagionale: reti di Davide Succi (acquistato in seguito dallo stesso Palermo) e di Edinson Cavani. La Coppa Italia era tornata ad aprire la stagione del Palermo dopo 4 anni, poiché negli anni precedenti la squadra aveva avuto dei piazzamenti di classifica che la facevano esordire direttamente dagli ottavi di finale.
Il mese di agosto si conclude in maniera movimentata e confusa: viene dapprima tagliato, disputando solo un tempo in Coppa Italia, il neo-acquisto Túlio de Melo, sul quale l'ex direttore sportivo Foschi aveva puntato per rimpiazzare Amauri; successivamente, viene ceduto anche Boško Janković in prestito con diritto di riscatto al Genoa; infine l'allenatore Stefano Colantuono, a seguito delle due sconfitte in Coppa Italia e nella prima giornata di campionato contro l'Udinese (3-1) , viene esonerato e rimpiazzato con Davide Ballardini all'insaputa del ds Sabatini.
Il 10 settembre 2008 si è conclusa la campagna abbonamenti, che ha fatto registrare circa 16.500 tessere sottoscritte, tra rinnovi e nuovi abbonamenti.
L'avvio dell'allenatore ravennate, il quale ha ridato gioco e serenità alla squadra, è stato perfetto. Nelle sue prime cinque partite sulla panchina del Palermo ottiene 12 punti frutto delle quattro vittorie con Roma (3-1) , Genoa (2-1) , Reggina (1-0, famoso l'episodio di fair-play di Brienza) e Juventus (2-1, primo successo a Torino dopo 47 anni) e di una sconfitta immeritata a Napoli (2-1). Ben presto arriva però la prima "crisi" di risultati, ovvero un solo pareggio contro il Lecce (1-1) dopo due sconfitte contro Catania (2-0) e Fiorentina (1-3).
Segue poi una secca vittoria per 3-0 contro il Chievo Verona e da qui inizia una fase di risultati altalenanti che lasciano la squadra in zone anonime di classifica, ovvero le sconfitte contro Torino (1-0) e Inter (0-2) e il pareggio contro il Bologna (1-1), salvo poi tornare alla vittoria contro il Milan (3-1), battendo un'altra "big" del campionato in casa.
In questo scorcio di stagione spiccano la coppia d'attacco Miccoli-Cavani, autrice di 12 reti e il dualismo Amelia-Fontana, vinto dal primo. Da segnalare, infine, le ottime prestazioni dei difensori come singoli ma non ancora come reparto e l'ancora mancata registrazione del centrocampo.
Seguirà una sconfitta in terra sarda contro il Cagliari (0-1), partita con tanti errori arbitrali a sfavore dei rosanero che convincerà il presidente a imporre il silenzio stampa alla squadra, silenzio che si prolungherà anche dopo la convincente vittoria sul Siena per 2-0.
L'anno solare 2008 si chiude con una sconfitta a Roma contro la Lazio (1-0): a fine gara la società romperà il silenzio stampa facendo parlare solo l'allenatore. Il 2009 si apre invece con tre importanti vittorie contro Atalanta in casa (3-2), Sampdoria in trasferta (0-2, ultima partita del girone di andata) e Udinese (3-2) per la prima partita del girone di ritorno. Seguiranno poi due sconfitte in due trasferte consecutive contro Roma all'Olimpico (2-1) e contro il Genoa a Marassi (1-0 allo scadere).
Il mercato di gennaio regala, Savini a parte, solo giovani di prospettiva come Michel Morganella o Abel Hernández, sintomo di un progetto in continuo avanzamento.
La squadra torna alla vittoria nella successiva partita casalinga contro il Napoli (2-1) che si tratta della quarta vittoria consecutiva in casa e con il settimo posto raggiunto, per poi fare un pareggio contro Reggina in trasferta (0-0) e una sconfitta contro la Juventus in casa (0-2) senza segnare. In questo momento della stagione l'attacco è poco prolifico. Il momento negativo viene accentuato dalla sconfitta subita in casa nel derby contro il Catania (0-4), che ha suscitato il dispiacere di tifosi e presidente, il quale ha imposto il secondo silenzio stampa stagionale e obbligato la squadra a un ritiro punitivo a Coverciano (FI) in vista della successiva e vittoriosa partita contro la Fiorentina (0-2). Il momento positivo prosegue con la larga vittoria sul Lecce (5-2), nella quale esordisce Abel Hernández entrando nei minuti finali. Queste ultime due gare hanno anche posto fine al digiuno di reti segnate. Seguirà uno stop contro il Chievo Verona (0-1), in una delle più brutte partite della stagione.
Il 3 aprile viene annunciato che lo sponsor ufficiale della squadra per le restanti nove partite sarà BetShop Italia.
Il finale di stagione prosegue con una vittoria di misura sul Torino (1-0), un pareggio a San Siro contro l'Inter (2-2 in rimonta) e una secca vittoria contro il Bologna (4-1), nel quale Cavani segna il suo terzo gol consecutivo e Michel Morganella esordisce sia in Serie A che con la maglia del Palermo: questo è un momento molto positivo per la compagine isolana, capace di fare risultato anche in emergenza di squalifiche e infortuni.
Ma un fulmine a ciel sereno colpisce la squadra: Il 23 aprile 2009, Moris Carrozzieri, uno dei punti fermi della formazione, risulta positivo alla benzoilecgonina (metobolita della cocaina) dopo un controllo anti-doping successivo alla partita Palermo-Torino (1-0) del 5 aprile precedente, primo caso riscontrato dal CONI con un test mirato, come da normativa entrata in vigore a gennaio 2009. Per lui era il quarto controllo a cui veniva sottoposto, rischiando fino a due anni di squalifica: questo fatto ha completamente stravolto le strategie di mercato della società, che in caso di sua cessione (ormai quindi impossibile) avrebbe potuto ricavarne una discreta plusvalenza.
La settimana negativa si conclude con una sconfitta a Milano per 3-0 contro il Milan, partita nella quale alcune controverse decisioni arbitrali hanno di fatto obbligato la società a un nuovo silenzio stampa, anche se temporaneo e nella quale Samir Ujkani esordisce sia in Serie A che con la maglia della prima squadra.
Nel finale di stagione il Palermo è una vera e propria altalena: ottiene punti importanti nelle partite casalinghe, mentre rimedia brutte figure nelle trasferte. Simboliche sono in questo senso le successive vittorie contro Cagliari (5-1) e Lazio (2-0), intermezzate appunto da una sconfitta in casa del Siena (1-0). Puntualmente arriva quindi un mezzo passo falso in trasferta, queste volta a Bergamo contro l'Atalanta (2-2), ultimo treno per l'Europa che viene quindi perso dalla squadra rosanero.
Il campionato si chiude con un 2-2 contro la Sampdoria (il primo pareggio casalingo).
In questa stagione è stato raggiunto il record di 17 vittorie in un solo campionato (poi superato e stabilizzatosi a 18 nella stagione 2009-2010) e di 14 vittorie interne. Capocannonieri della squadra sono stati Fabrizio Miccoli con 14 gol ed Edinson Cavani con le stesse reti in campionato più quella di Coppa Italia.
La stagione si chiude con un bel regalo da parte della formazione primavera: i ragazzi di Rosario Pergolizzi, infatti, si sono resi protagonisti del Campionato di categoria, riuscendo nell'impresa di battere in finale in Siena e di portare, per la prima volta nella storia, il trofeo in bacheca.
Da un'indagine portata avanti dal quotidiano economico Il Sole 24 Ore, risulta che al 30 giugno 2009 la società rosanero è quella con il miglior bilancio dell'intera Serie A: ciò è dovuto soprattutto alle corpose plusvalenze fatte registrare per la vendita di calciatori.

## Divise e sponsor
Lo sponsor tecnico per la stagione 2008-2009 è Lotto, mentre lo sponsor ufficiale, dal 3 aprile 2009, è BetShop Italia.
La prima maglia, con il colletto a "V", è rosa con strisce nere sulle spalle e sul fianco e presenta cuciture in oro; la seconda maglia è bianca con dettagli rosa; la terza maglia è come la prima, con i colori opposti.
| Casa | Trasferta | Terza divisa |

## Organigramma societario
Area direttiva
- Presidente: Maurizio Zamparini
- Vice Presidente: Guglielmo Micciché
- Amministratore delegato: Rinaldo Sagramola
- Direttore amministrativo: Daniela De Angeli
- Direttore gestione: Giuseppe Del Bianco

Area organizzativa
- Segretario generale: Roberto Felicori
- Team manager: Salvatore Francoforte

Area comunicazione
- Responsabile area comunicazione: Clara Di Palermo
- Area Comunicazione: Fabrizio Giaconia e Fabio Citrano

Area marketing
- Area marketing: Mauro Bellante

Area tecnica
- Direttore sportivo: Walter Sabatini
- Assistenti d.s.: Luca Cattani, Frederic Massara, Pasquale Sensibile[53]
- Responsabile settore giovanile: Rosario Argento
- Allenatore: Stefano Colantuono, da settembre Davide Ballardini
- Allenatore in seconda: Carlo Ragno
- Preparatore atletico: Stefano Melandri
- Preparatori recupero infortunati: Andrea Rinaldi, Francesco Chinnici
- Preparatore dei portieri: Mario Paradisi

Area sanitaria
- Responsabile sanitario: Prof. Adelfio Elio Cardinale
- Medico sociale: Dott. Roberto Matracia
- Medici: Dott. Salvatore Nigito, Prof. Diego Picciotto, Dott. Giuseppe Puleo
- Consulente osteopata: Dott. Carmelo Roccaro
- Fisioterapisti: Ivone Michelini, Emanuele Randelli, Anton Roy Fernandez

## Rosa
| N. |                    | Ruolo | Calciatore                |
| -- | ------------------ | ----- | ------------------------- |
| 1  | Kosovo (bandiera)  | P     | Samir Ujkani              |
| 3  | Italia (bandiera)  | D     | Ciro Capuano              |
| 4  | Italia (bandiera)  | C     | Giovanni Tedesco          |
| 5  | Italia (bandiera)  | D     | Cesare Bovo               |
| 6  | Italia (bandiera)  | D     | Samuele Romeo             |
| 7  | Uruguay (bandiera) | A     | Edinson Cavani            |
| 8  | Italia (bandiera)  | C     | Giulio Migliaccio         |
| 9  | Brasile (bandiera) | A     | Túlio de Melo             |
| 10 | Italia (bandiera)  | A     | Fabrizio Miccoli          |
| 11 | Italia (bandiera)  | C     | Fabio Liverani (capitano) |
| 12 | Italia (bandiera)  | P     | Alberto Fontana           |
| 14 | Italia (bandiera)  | C     | Roberto Guana             |
| 15 | Italia (bandiera)  | D     | Paolo Hernán Dellafiore   |
| 16 | Italia (bandiera)  | D     | Mattia Cassani            |
| 17 | Serbia (bandiera)  | C     | Boško Janković            |
| 18 | Italia (bandiera)  | C     | Maurizio Ciaramitaro      |
| 19 | Italia (bandiera)  | A     | Davide Succi              |
| 20 | Croazia (bandiera) | A     | Igor Budan                |

| N. |                      | Ruolo | Calciatore                     |
| -- | -------------------- | ----- | ------------------------------ |
| 21 | Italia (bandiera)    | D     | Alberto Cossentino             |
| 22 | Italia (bandiera)    | C     | Luca Di Matteo                 |
| 23 | Australia (bandiera) | C     | Mark Bresciano                 |
| 24 | Danimarca (bandiera) | D     | Simon Kjær                     |
| 25 | Italia (bandiera)    | D     | Mirko Savini                   |
| 26 | Svizzera (bandiera)  | D     | Michel Morganella              |
| 30 | Brasile (bandiera)   | C     | Fábio Simplício                |
| 32 | Italia (bandiera)    | P     | Marco Amelia                   |
| 33 | Italia (bandiera)    | C     | Antonio Nocerino               |
| 42 | Italia (bandiera)    | D     | Federico Balzaretti            |
| 46 | Italia (bandiera)    | D     | Andrea Raggi                   |
| 72 | Italia (bandiera)    | A     | Paolo Carbonaro                |
| 77 | Italia (bandiera)    | A     | Davide Lanzafame               |
| 80 | Italia (bandiera)    | D     | Moris Carrozzieri              |
| 90 | Uruguay (bandiera)   | A     | Abel Hernández                 |
| 99 | Georgia (bandiera)   | A     | Levan Mch'edlidze              |
|    | Sri Lanka (bandiera) | A     | Panushanth Santino Kulenthiran |

## Calciomercato

### Sessione estiva(dall'1/7 all'1/9)
| Acquisti | Acquisti                | Acquisti       | Acquisti                                   |
| R.       | Nome                    | da             | Modalità                                   |
| -------- | ----------------------- | -------------- | ------------------------------------------ |
| P        | Marco Amelia            | Livorno        | definitivo (6 milioni €)                   |
| P        | Salvatore Sirigu        | Cremonese      | fine prestito                              |
| D        | Cesare Bovo             | Genoa          | riscatto compartecipazione (5 milioni €)   |
| D        | Moris Carrozzieri       | Atalanta       | definitivo (3,4 milioni €)                 |
| D        | Paolo Hernán Dellafiore | Torino         | rientro prestito (0,4 milioni €)           |
| D        | Simon Kjær              | Midtjylland    | definitivo (3,025 milioni €)               |
| D        | Andrea Raggi            | Empoli         | definitivo (7 milioni €)                   |
| C        | Maurizio Ciaramitaro    | Chievo         | fine prestito                              |
| C        | Fabio Liverani          |                | Svincolato                                 |
| C        | Antonio Nocerino        | Juventus       | definitivo (7,5 milioni €)                 |
| C        | Antonio Sposito         | Acireale       | fine prestito                              |
| A        | Igor Budan              | Parma          | riscatto compartecipazione (4,5 milioni €) |
| A        | Davis Curiale           | Sambenedettese | fine prestito                              |
| A        | Marco Giovio            | Varese         | definitivo (0 milioni €)                   |
| A        | Davide Lanzafame        | Juventus       | compartecipazione (2,5 milioni €)          |
| A        | Levan Mch'edlidze       | Empoli         | prestito (6,2 milioni €)                   |
| A        | Túlio de Melo           | Le Mans        | definitivo (4,2 milioni €)                 |
| A        | Davide Succi            | Ravenna        | compartecipazione (1,75 milioni €)         |

| Cessioni | Cessioni           | Cessioni  | Cessioni                                      |
| R.       | Nome               | a         | Modalità                                      |
| -------- | ------------------ | --------- | --------------------------------------------- |
| P        | Federico Agliardi  | Rimini    | prestito (0 milioni €)                        |
| P        | Salvatore Sirigu   | Ancona    | prestito (0 milioni €)                        |
| D        | Andrea Barzagli    | Wolfsburg | definitivo (11,87 milioni €)                  |
| D        | Giuseppe Biava     | Genoa     | definitivo (0.5 milioni €)                    |
| D        | Alberto Cossentino | Triestina | prestito (0 milioni €)                        |
| D        | Marco Pisano       | Torino    | riscatto prestito (1,5 milioni €)             |
| D        | Leandro Rinaudo    | Napoli    | definitivo (5,5 milioni €)                    |
| D        | Cristian Zaccardo  | Wolfsburg | definitivo (6,65 milioni €)                   |
| C        | Fabio Caserta      | Lecce     | definitivo (1,6 milioni €)                    |
| C        | Mariano González   | Porto     | risoluzione compartecipazione (3,2 milioni €) |
| C        | Boško Janković     | Genoa     | prestito (0 milioni €)                        |
| A        | Amauri             | Juventus  | definitivo (22,8 milioni €)                   |
| A        | Franco Brienza     | Reggina   | risoluzione compartecipazione (2,2 milioni €) |
| A        | Edgar Çani         | Ascoli    | prestito (0 milioni €)                        |
| A        | Paolo Carbonaro    | Monopoli  | prestito (0 milioni €)                        |
| A        | Davis Curiale      | Vicenza   | prestito                                      |
| A        | Túlio de Melo      | Lilla     | definitivo (4 milioni €)                      |

### Sessione invernale(dal 7/1 al 2/2)
| Acquisti | Acquisti            | Acquisti        | Acquisti                    |
| R.       | Nome                | da              | Modalità                    |
| -------- | ------------------- | --------------- | --------------------------- |
| D        | Alberto Cossentino  | Triestina       | fine prestito (0 milioni €) |
| D        | Mirko Savini        | svincolato      |                             |
| D        | Michel Morganella   | Basilea         | definitivo (1,1 milioni €)  |
| D        | Francesco Sabatucci | Cisco Roma      | prestito                    |
| D        | Eros Pellegrini     | Treviso         | definitivo (400 000 €)      |
| C        | Daniel Cappelletti  | Cantù San Paolo | definitivo                  |
| A        | Abel Hernández      | Peñarol         | definitivo (3,7 milioni €)  |

| Cessioni | Cessioni                | Cessioni    | Cessioni               |
| R.       | Nome                    | a           | Modalità               |
| -------- | ----------------------- | ----------- | ---------------------- |
| D        | Ciro Capuano            | Catania     | prestito               |
| D        | Paolo Hernán Dellafiore | Torino      | prestito (200 000 €)   |
| D        | Luca Di Matteo          | Cittadella  | prestito               |
| D        | Andrea Raggi            | Sampdoria   | prestito (400 000 €)   |
| C        | Maurizio Ciaramitaro    | Salernitana | prestito (0 milioni €) |
| A        | Davide Lanzafame        | Bari        | prestito (0 milioni €) |

## Risultati

### Serie A

#### Girone di andata
| Arbitro: | Banti (Livorno) |

|                             |           |               |
| Di Natale 8’, 34’ Inler 70’ | Marcatori | 69’ Bresciano |

| Arbitro: | Saccani (Mantova) |

|                             |           |                   |
| Miccoli 20’, 56’ Cavani 71’ | Marcatori | 9’ Júlio Baptista |

| Arbitro: | Gava (Conegliano) |

|                     |           |            |
| Cavani 39’ Bovo 58’ | Marcatori | 89’ Milito |

| Arbitro: | Rocchi (Firenze) |

|                         |           |                    |
| Hamšík 13’ Zalayeta 75’ | Marcatori | 83’ (rig.) Miccoli |

| Arbitro: | Farina (Novi Ligure) |

|             |           |  |
| Miccoli 52’ | Marcatori |  |

| Arbitro: | Tagliavento (Terni) |

|               |           |                             |
| Del Piero 38’ | Marcatori | 23’ Miccoli 81’ Mch'edlidze |

| Arbitro: | Rocchi (Firenze) |

|                                 |           |  |
| Martínez 68’ Mascara 88’ (rig.) | Marcatori |  |

| Arbitro: | Morganti (Ascoli Piceno) |

|                     |           |                             |
| Fábio Simplício 51’ | Marcatori | 19’ Gilardino 41’, 62’ Mutu |

| Arbitro: | Tommasi (Bassano del Grappa) |

|           |           |            |
| Cacia 22’ | Marcatori | 88’ Cavani |

| Arbitro: | Mazzoleni (Bergamo) |

|                                 |           |  |
| Miccoli 24’ Kjær 38’ Cavani 45’ | Marcatori |  |

| Arbitro: | Rizzoli (Bologna) |

|            |           |  |
| Säumel 89’ | Marcatori |  |

| Arbitro: | Tagliavento (Terni) |

|  |           |                      |
|  | Marcatori | 46’, 63’ Ibrahimović |

| Arbitro: | C. Russo (Nola) |

|             |           |           |
| Di Vaio 19’ | Marcatori | 90’ Succi |

| Arbitro: | Rocchi (Firenze) |

|                                            |           |                       |
| Miccoli 50’ Cavani 69’ Fábio Simplício 79’ | Marcatori | 81’ (rig.) Ronaldinho |

| Arbitro: | Banti (Livorno) |

|          |           |  |
| Fini 33’ | Marcatori |  |

| Arbitro: | Romeo (Verona) |

|                                 |           |  |
| Cassani 30’ Fábio Simplício 54’ | Marcatori |  |

| Arbitro: | Gava (Conegliano) |

|            |           |  |
| Rocchi 66’ | Marcatori |  |

| Arbitro: | Girardi (San Donà di Piave) |

|                                      |           |                                 |
| Miccoli 22’ Bresciano 39’ Cavani 82’ | Marcatori | 66’ Floccari 78’ Ferreira Pinto |

| Arbitro: | N. Stefanini (Prato) |

|  |           |                    |
|  | Marcatori | 44’, 58’ Bresciano |

#### Girone di ritorno
| Arbitro: | Velotto (Grosseto) |

|                                     |           |                       |
| Fábio Simplício 17’, 54’ Cavani 57’ | Marcatori | 2’ Pepe 67’ Di Natale |

| Arbitro: | Pierpaoli (Firenze) |

|                        |           |            |
| Totti 24’ Brighi 45+2’ | Marcatori | 31’ Cavani |

| Arbitro: | Trefoloni (Siena) |

|              |           |  |
| Criscito 88’ | Marcatori |  |

| Arbitro: | Saccani (Mantova) |

|                                   |           |            |
| Migliaccio 2’ Fábio Simplício 14’ | Marcatori | 43’ Hamšík |

| Reggio Calabria 15 febbraio 2009, ore 15:00 UTC+1 24ª giornata | Reggina            | 0 – 0 referto | Palermo | Stadio Oreste Granillo (9.602 spett.)\| Arbitro: \| Ayroldi (Molfetta) \| |
| Arbitro:                                                       | Ayroldi (Molfetta) |               |         |                                                                           |

| Arbitro: | Tagliavento (Terni) |

|  |           |                           |
|  | Marcatori | 27’ Sissoko 79’ Trezeguet |

| Arbitro: | Rosetti (Torino) |

|  |           |                                                      |
|  | Marcatori | 14’ P. Ledesma 37’ Morimoto 44’ Mascara 66’ Paolucci |

| Arbitro: | De Marco (Chiavari) |

|  |           |                                 |
|  | Marcatori | 48’ Fábio Simplício 56’ Miccoli |

| Arbitro: | Dondarini (Finale Emilia) |

|                                                          |           |                     |
| Cavani 14’, 59’ Fábio Simplício 18’ Miccoli 42’ Kjær 56’ | Marcatori | 17’, 34’ Tiribocchi |

| Arbitro: | Damato (Barletta) |

|               |           |  |
| Luciano 45+1’ | Marcatori |  |

| Arbitro: | De Marco (Chiavari) |

|            |           |  |
| Cavani 51’ | Marcatori |  |

| Arbitro: | C. Russo (Nola) |

|                                      |           |                      |
| Balotelli 15’ Ibrahimović 39’ (rig.) | Marcatori | 73’ Cavani 76’ Succi |

| Arbitro: | Brighi (Cesena) |

|                                                 |           |             |
| Belleri 6’ (aut.) Kjær 45’ Succi 64’ Cavani 92’ | Marcatori | 85’ Di Vaio |

| Arbitro: | Rizzoli (Bologna) |

|                                            |           |  |
| Kaká 10’ (rig.), 57’ (rig.) F. Inzaghi 19’ | Marcatori |  |

| Arbitro: | Celi (Campobasso) |

|                                                                  |           |          |
| Migliaccio 30’ Miccoli 38’ Gio. Tedesco 50’ Cavani 57’ Succi 89’ | Marcatori | 48’ Jeda |

| Arbitro: | Ciampi (Roma) |

|            |           |  |
| Calaiò 60’ | Marcatori |  |

| Arbitro: | C. Russo (Nola) |

|                                  |           |  |
| Miccoli 6’ (rig.) Migliaccio 87’ | Marcatori |  |

| Arbitro: | Pierpaoli (Firenze) |

|                   |           |                       |
| Plasmati 50’, 67’ | Marcatori | 32’ Succi 75’ Miccoli |

| Arbitro: | Cavarretta (Trapani) |

|                      |           |                              |
| Miccoli 8’ Succi 42’ | Marcatori | 45’ Pazzini 58’ Stankevicius |

### Coppa Italia

#### Turni preliminari
| Arbitro: | Tagliavento (Terni) |

|            |           |                |
| Cavani 82’ | Marcatori | 11’, 27’ Succi |

## Statistiche

### Statistiche di squadra
| Competizione | Punti | In casa | In casa | In casa | In casa | In casa | In casa | In trasferta | In trasferta | In trasferta | In trasferta | In trasferta | In trasferta | Totale | Totale | Totale | Totale | Totale | Totale | DR |
| Competizione | Punti | G       | V       | N       | P       | Gf      | Gs      | G            | V            | N            | P            | Gf           | Gs           | G      | V      | N      | P      | Gf     | Gs     | DR |
| ------------ | ----- | ------- | ------- | ------- | ------- | ------- | ------- | ------------ | ------------ | ------------ | ------------ | ------------ | ------------ | ------ | ------ | ------ | ------ | ------ | ------ | -- |
| Serie A      | 57    | 19      | 14      | 1       | 4       | 42      | 25      | 19           | 3            | 5            | 11           | 15           | 25           | 38     | 17     | 6      | 15     | 57     | 50     | +7 |
| Coppa Italia | -     | 1       | 0       | 0       | 1       | 1       | 2       | 0            | -            | -            | -            | -            | -            | 1      | 0      | 0      | 1      | 1      | 2      | -1 |
| Totale       | -     | 20      | 14      | 1       | 5       | 43      | 27      | 19           | 3            | 5            | 11           | 15           | 25           | 39     | 17     | 6      | 16     | 58     | 52     | +6 |

### Andamento in campionato
| Giornata  | 1  | 2  | 3 | 4  | 5 | 6 | 7  | 8  | 9  | 10 | 11 | 12 | 13 | 14 | 15 | 16 | 17 | 18 | 19 | 20 | 21 | 22 | 23 | 24 | 25 | 26 | 27 | 28 | 29 | 30 | 31 | 32 | 33 | 34 | 35 | 36 | 37 | 38 |
| --------- | -- | -- | - | -- | - | - | -- | -- | -- | -- | -- | -- | -- | -- | -- | -- | -- | -- | -- | -- | -- | -- | -- | -- | -- | -- | -- | -- | -- | -- | -- | -- | -- | -- | -- | -- | -- | -- |
| Luogo     | T  | C  | C | T  | C | T | T  | C  | T  | C  | T  | C  | T  | C  | T  | C  | T  | C  | T  | C  | T  | T  | C  | T  | C  | C  | T  | C  | T  | C  | T  | C  | T  | C  | T  | C  | T  | C  |
| Risultato | P  | V  | V | P  | V | V | P  | P  | N  | V  | P  | P  | N  | V  | P  | V  | P  | V  | V  | V  | P  | P  | V  | N  | P  | P  | V  | V  | P  | V  | N  | V  | P  | V  | P  | V  | N  | N  |
| Posizione | 18 | 10 | 4 | 10 | 8 | 4 | 10 | 11 | 11 | 9  | 10 | 11 | 11 | 11 | 12 | 10 | 11 | 9  | 9  | 8  | 8  | 9  | 7  | 9  | 9  | 10 | 9  | 7  | 8  | 8  | 7  | 7  | 8  | 7  | 7  | 7  | 7  | 8  |

Legenda:

Luogo: C = Casa; T = Trasferta. Risultato: V = Vittoria; N = Pareggio; P = Sconfitta.

### Statistiche dei giocatori[58]
Sono in corsivo i calciatori che hanno lasciato la società a stagione in corso.
| Giocatore      | Serie A  | Serie A | Serie A     | Serie A    | Coppa Italia | Coppa Italia | Coppa Italia | Coppa Italia | Totale   | Totale | Totale      | Totale     |
| Giocatore      | Presenze | Reti    | Ammonizioni | Espulsioni | Presenze     | Reti         | Ammonizioni  | Espulsioni   | Presenze | Reti   | Ammonizioni | Espulsioni |
| -------------- | -------- | ------- | ----------- | ---------- | ------------ | ------------ | ------------ | ------------ | -------- | ------ | ----------- | ---------- |
| M. Amelia      | 34       | -45     | 2           | 0          | 1            | -2           | 0            | 0            | 35       | -47    | 2           | 0          |
| F. Balzaretti  | 33       | 0       | 6           | 2          | 1            | 0            | 0            | 0            | 34       | 0      | 6           | 2          |
| C. Bovo        | 28       | 1       | 14          | 1          | 1            | 0            | 0            | 0            | 29       | 1      | 14          | 1          |
| M. Bresciano   | 26       | 4       | 4           | 2          | 1            | 0            | 0            | 0            | 27       | 4      | 4           | 2          |
| I. Budan       | 5        | 0       | 0           | 0          | 0            | 0            | 0            | 0            | 5        | 0      | 0           | 0          |
| C. Capuano     | 2        | 0       | 0           | 0          | 0            | 0            | 0            | 0            | 2        | 0      | 0           | 0          |
| P. Carbonaro   | 0        | 0       | 0           | 0          | 0            | 0            | 0            | 0            | 0        | 0      | 0           | 0          |
| M. Carrozzieri | 23       | 0       | 10          | 1          | 1            | 0            | 0            | 0            | 24       | 0      | 10          | 1          |
| M. Cassani     | 36       | 1       | 2           | 1          | 0            | 0            | 0            | 0            | 36       | 1      | 2           | 1          |
| E. Cavani      | 35       | 14      | 2           | 0          | 1            | 1            | 0            | 0            | 36       | 15     | 2           | 0          |
| M. Ciaramitaro | 3        | 0       | 0           | 0          | 0            | 0            | 0            | 0            | 3        | 0      | 0           | 0          |
| A. Cossentino  | 0        | 0       | 0           | 0          | 0            | 0            | 0            | 0            | 0        | 0      | 0           | 0          |
| T. de Melo     | 0        | 0       | 0           | 0          | 1            | 0            | 0            | 0            | 1        | 0      | 0           | 0          |
| P. Dellafiore  | 4        | 0       | 0           | 0          | 1            | 0            | 0            | 0            | 5        | 0      | 0           | 0          |
| L. Di Matteo   | 0        | 0       | 0           | 0          | 0            | 0            | 0            | 0            | 0        | 0      | 0           | 0          |
| A. Fontana     | 5        | -5      | 0           | 0          | 0            | -0           | 0            | 0            | 5        | -5     | 0           | 0          |
| R. Guana       | 18       | 0       | 0           | 0          | 1            | 0            | 0            | 0            | 19       | 0      | 0           | 0          |
| A. Hernández   | 6        | 0       | 0           | 0          | 0            | 0            | 0            | 0            | 6        | 0      | 0           | 0          |
| B. Janković    | 1        | 0       | 0           | 0          | 0            | 0            | 0            | 0            | 1        | 0      | 0           | 0          |
| S. Kjær        | 27       | 3       | 4           | 0          | 0            | 0            | 0            | 0            | 27       | 3      | 4           | 0          |
| D. Lanzafame   | 9        | 0       | 0           | 0          | 1            | 0            | 0            | 0            | 10       | 0      | 0           | 0          |
| F. Liverani    | 33       | 0       | 7           | 0          | 1            | 0            | 0            | 0            | 34       | 0      | 7           | 0          |
| L. Mch'edlidze | 9        | 1       | 0           | 0          | -            | -            | -            | -            | 9        | 1      | 0           | 0          |
| F. Miccoli     | 30       | 14      | 5           | 0          | 1            | 0            | 1            | 0            | 31       | 14     | 6           | 0          |
| G. Migliaccio  | 31       | 3       | 5           | 0          | 0            | 0            | 0            | 0            | 31       | 3      | 5           | 0          |
| M. Morganella  | 2        | 0       | 0           | 0          | 0            | 0            | 0            | 0            | 2        | 0      | 0           | 0          |
| A. Nocerino    | 33       | 0       | 5           | 1          | 0            | 0            | 0            | 0            | 33       | 0      | 5           | 1          |
| A. Raggi       | 2        | 0       | 0           | 0          | 1            | 0            | 0            | 0            | 3        | 0      | 0           | 0          |
| S. Romeo       | 0        | 0       | 0           | 0          | 0            | 0            | 0            | 0            | 0        | 0      | 0           | 0          |
| M. Savini      | 11       | 0       | 1           | 0          | 0            | 0            | 0            | 0            | 11       | 0      | 1           | 0          |
| F. Simplício   | 37       | 7       | 5           | 0          | 1            | 0            | 0            | 0            | 38       | 7      | 5           | 0          |
| D. Succi       | 24       | 6       | 1           | 0          | -            | -            | -            | -            | 24       | 6      | 1           | 0          |
| G. Tedesco     | 17       | 1       | 0           | 0          | 0            | 0            | 0            | 0            | 17       | 1      | 0           | 0          |
| S. Ujkani      | 1        | 0       | 0           | 0          | 0            | 0            | 0            | 0            | 1        | 0      | 0           | 0          |

## Giovanili

### Organigramma societario
Area direttiva
- Responsabile tecnico: Walter Sabatini
- Responsabile: Rosario Argento
- Segretario settore giovanile: Lorenzo Farris
- Allenatore: Rosario Pergolizzi
- Dirigenti accompagnatori: Salvatore Lipari, Guido Mauroner, Franco Nucatola
- Preparatore portieri: Michele Marotta, Emilio Zangara

### Piazzamenti
- Primavera:
  - Campionato: Campione.[59]